# Euphausia
Euphausia és un gènere de crustacis malacostracis de l'ordre Euphausiacea, el més nombrós dels coneguts vulgarment com a krill. El gènere inclou 31 espècies.

## Taxonomia
| - Euphausia americana Hansen, 1911 - Euphausia brevis Hansen, 1905 - Euphausia crystallorophias Holt & W. M. Tattersall, 1906 - Euphausia diomedeae Ortmann, 1894 - Euphausia distinguenda Hansen, 1908 - Euphausia eximia Hansen, 1911 - Euphausia fallax Hansen, 1916 - Euphausia frigida Hansen, 1911 - Euphausia gibba G. O. Sars, 1883 - Euphausia gibboides Ortmann, 1893 - Euphausia hanseni Zimmer, 1915 - Euphausia hemigibba Hansen, 1910 - Euphausia krohnii (Brandt, 1851) - Euphausia lamelligera Hansen, 1911 - Euphausia longirostris Hansen, 1908 - Euphausia lucens Hansen, 1905 | - Euphausia mucronata G. O. Sars, 1883 - Euphausia mutica Hansen, 1905 - Euphausia nana Brinton, 1962 - Euphausia pacifica Hansen, 1911 - Euphausia paragibba Hansen, 1910 - Euphausia pseudogibba Ortmann, 1893 - Euphausia recurva Hansen, 1905 - Euphausia sanzoi Torelli, 1934 - Euphausia sibogae Hansen, 1908 - Euphausia similis G. O. Sars, 1885 - Euphausia spinifera G. O. Sars, 1885 - Euphausia superba Dana, 1852 - Euphausia tenera Hansen, 1905 - Euphausia triacantha Holt and Tattersall, 1906 - Euphausia vallentini Stebbing, 1900 |